# Balloch Bridge (Alyth Burn)
Die Balloch Bridge ist eine Straßenbrücke nahe der schottischen Ortschaft Alyth in der Council Area Perth and Kinross. 1981 wurde die Brücke in die schottischen Denkmallisten in der Denkmalkategorie C aufgenommen.

## Beschreibung
Die Balloch Bridge befindet sich etwa 2,5 Kilometer östlich des Zentrums von Alyth. Sie liegt damit nur 1,1 Kilometer nordwestlich der Grenze zur benachbarten Council Area Angus. Die Bogenbrücke überspannt den Alyth Burn etwa 1,4 Kilometer vor dessen Mündung in den Isla. Sie führt heute einen Feldweg südlich der Balloch Farm ohne verkehrsinfrastrukturelle Bedeutung über den Fluss.
Der Mauerwerksviadukt aus Feldstein überspannt den Alyth Burn mit einem ausgemauerten Rundbogen. Beidseitige Brüstungen, die zu beiden Seiten leicht auffächern, fassen die Fahrbahn ein. Ein eingelegte Plakette weist das Baujahr 1831 aus. Wenige hundert Meter flussabwärts überspannen mit der Bridge of Ruim und der Mill of Quiech Bridge zwei weitere denkmalgeschützte Brücken den Alyth Burn.